# Déli mamut
A déli mamut (Mammuthus meridionalis) az emlősök (Mammalia) osztályának ormányosok (Proboscidea) rendjébe, ezen belül az elefántfélék (Elephantidae) családjába tartozó fosszilis faj.

## Tudnivalók

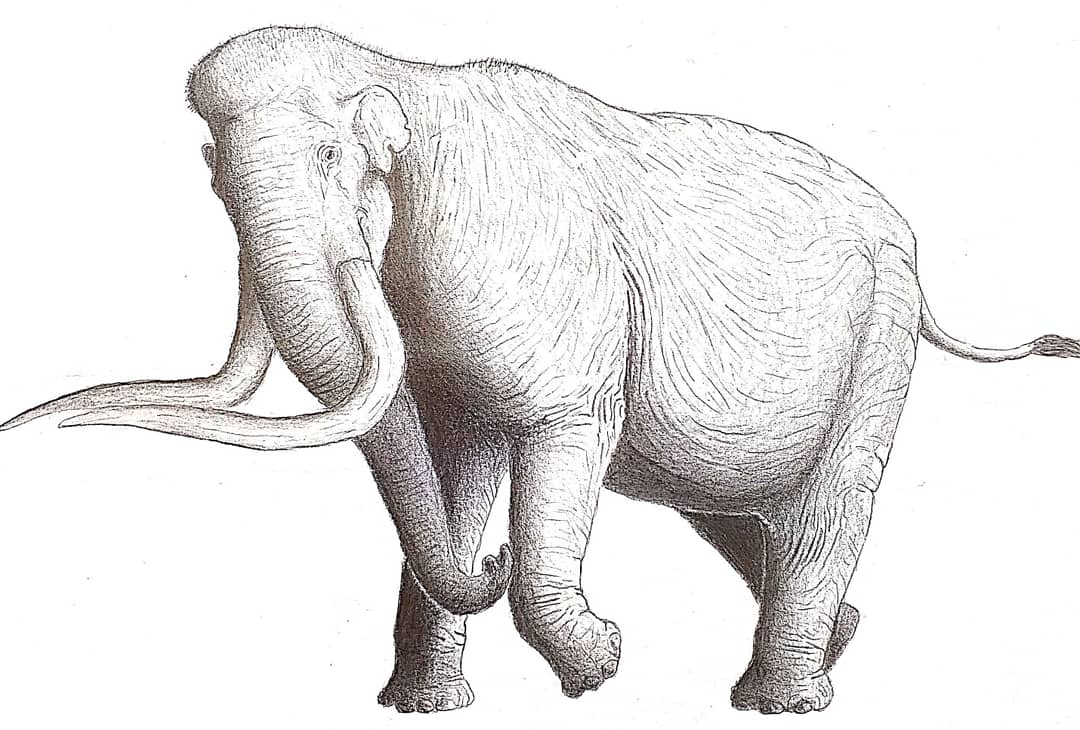
Rekonstrukció

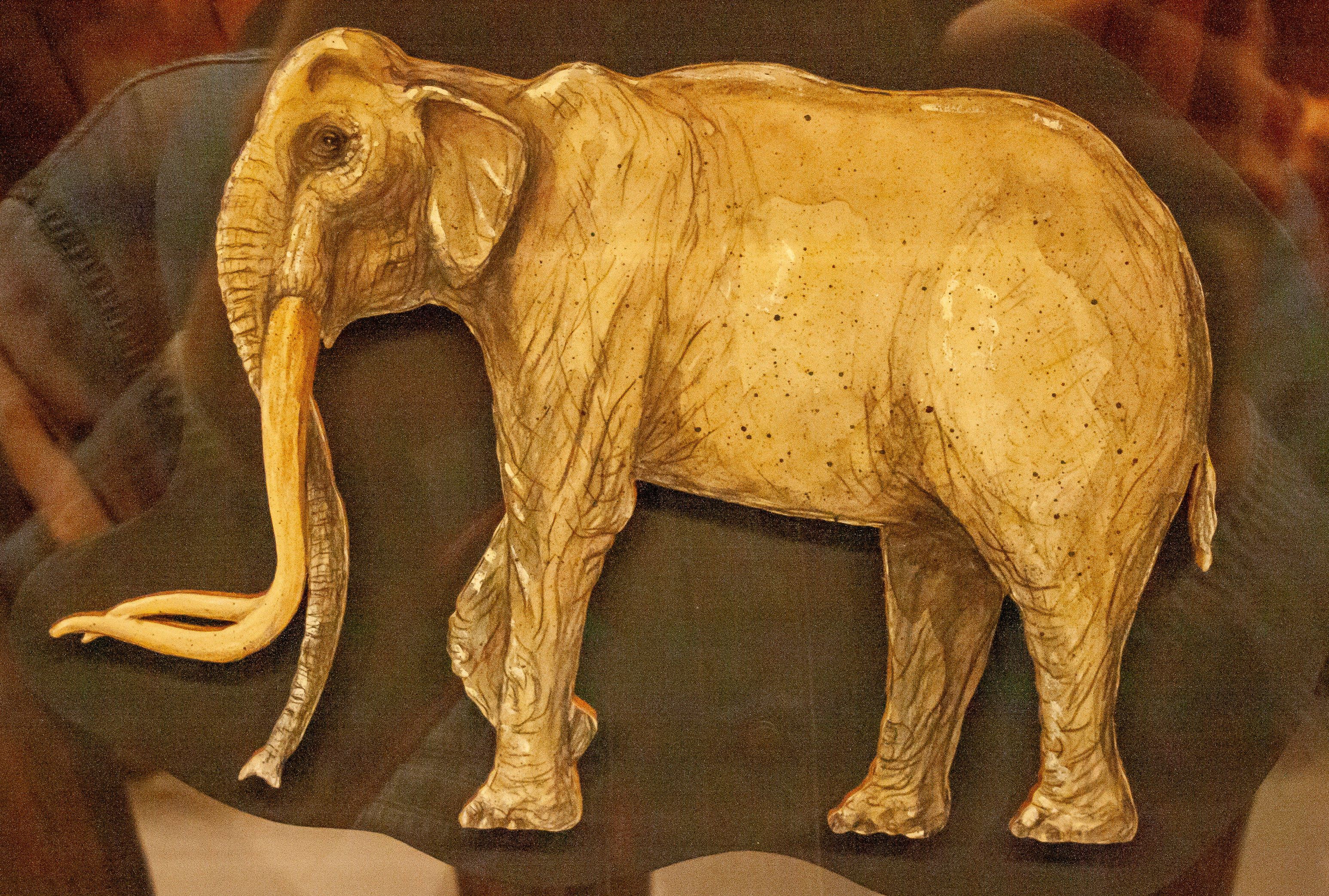
Hollandiai rekonstrukció

A kora pleisztocén során élt a Földközi-tenger európai részén és eljutott egészen a mai Hollandiáig, valamint Közép-Ázsiában mintegy 2,5-1,5 millió évvel ezelőtt.
A déli mamut a külsejét tekintve a mai afrikai elefántra (Loxodonta africana) hasonlított: agyarai enyhén kifelé hajlottak, és mivel ősei Afrikából származtak (a déli mamut volt az első Afrikán kívül megjelent mamutfajok egyike), ezért feltehetően szőrtelen volt. Marmagassága elérte a 3,97−4,05 métert, a súlya 10,7−11,4 tonna lehetett, agyarai hossza pedig 3 méter. A faj hímjeinek átlag marmagassága 4 méter, súlya pedig 11 tonna lehetett. Első maradványaikat Olaszországban találták meg.
A déli mamut a pleisztocén melegebb, korai periódusában élt, még a legutóbbi jégkorszak előtt: így feltehetően meleg éghajlatú és buja növényzetű területeket kedvelhette. Ezt megerősíti, hogy zápfogainak koronája a később megjelent mamutokhoz képest alacsonyabb volt, ami arra utal, hogy nedvdús növényekkel táplálkozhatott.
A hűvösebb éghajlathoz és durvább növényzethez alkalmazkodott populációiból fejlődhetett ki minden bizonnyal a sztyeppei mamut (Mammuthus trogontherii) a pleisztocén közepe táján (körülbelül 600 000-370 000 évvel ezelőtt).